# Яворівка (Тульчинський район)
Яворі́вка — село в Україні, у Піщанській селищній громаді Тульчинського району Вінницької області. Населення становить 1061 особу.

## Історія
Стара назва села Яворівка – Попелюхи.
За переказом, гайдамака Шпак підпалив ліс, і від попелу, що утворився, назване село Попелюхи.
За адміністративним поділом 16 – 18 ст. – село Попелюхи входило до Брацлавського воєводства;
За адміністративним поділом 19 ст. – до Ольгопільського повіту 19 століття;
7 (20) листопада 1917 року, відповідно до Третього Універсалу Української Центральної Ради, увійшло до складу Української Народної Республіки.
За адміністративним поділом 20 ст. – до Піщанського району.
12 червня 2020 року, відповідно до Розпорядження Кабінету Міністрів України від  № 707-р «Про визначення адміністративних центрів та затвердження територій територіальних громад Вінницької області», село увійшло до складу Піщанської селищної громади.
19 липня 2020 року, в результаті адміністративно-територіальної реформи та ліквідації Піщанського району, воно увійшло до складу новоутвореного Тульчинського району.

## Релігія
Перша церква невідомого часу побудови була – дерев’яна маленька. Розібрана через ветхість у 1877 р. Нова церква святого Михаїла збудована у 1877 р. – дерев’яна на кам’яному фундаменті. Іконостас 2-ярусний.

## Географія
У селі бере початок Безіменна річка, права притока Кам'янки.

## Галерея

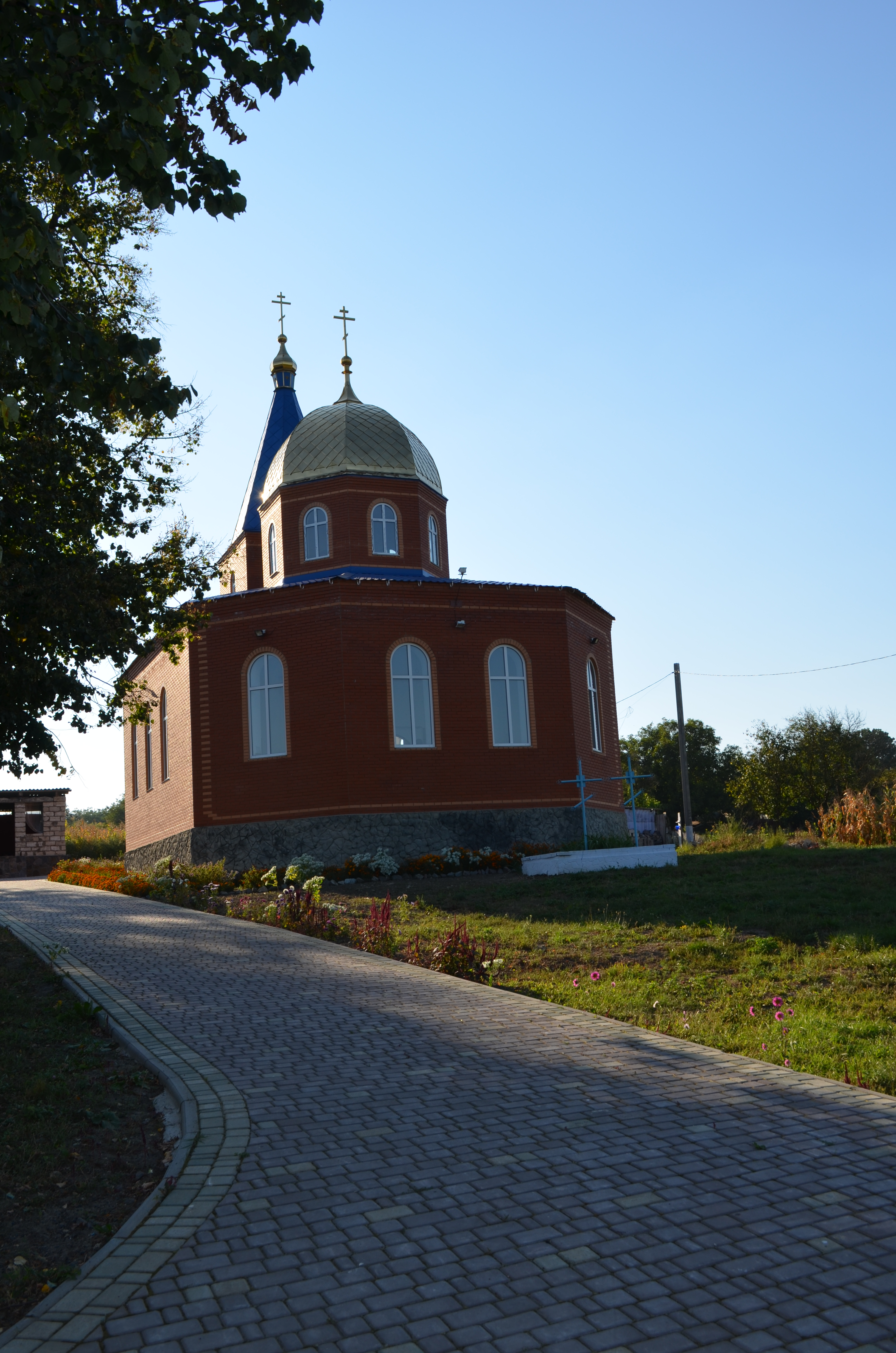
Церква
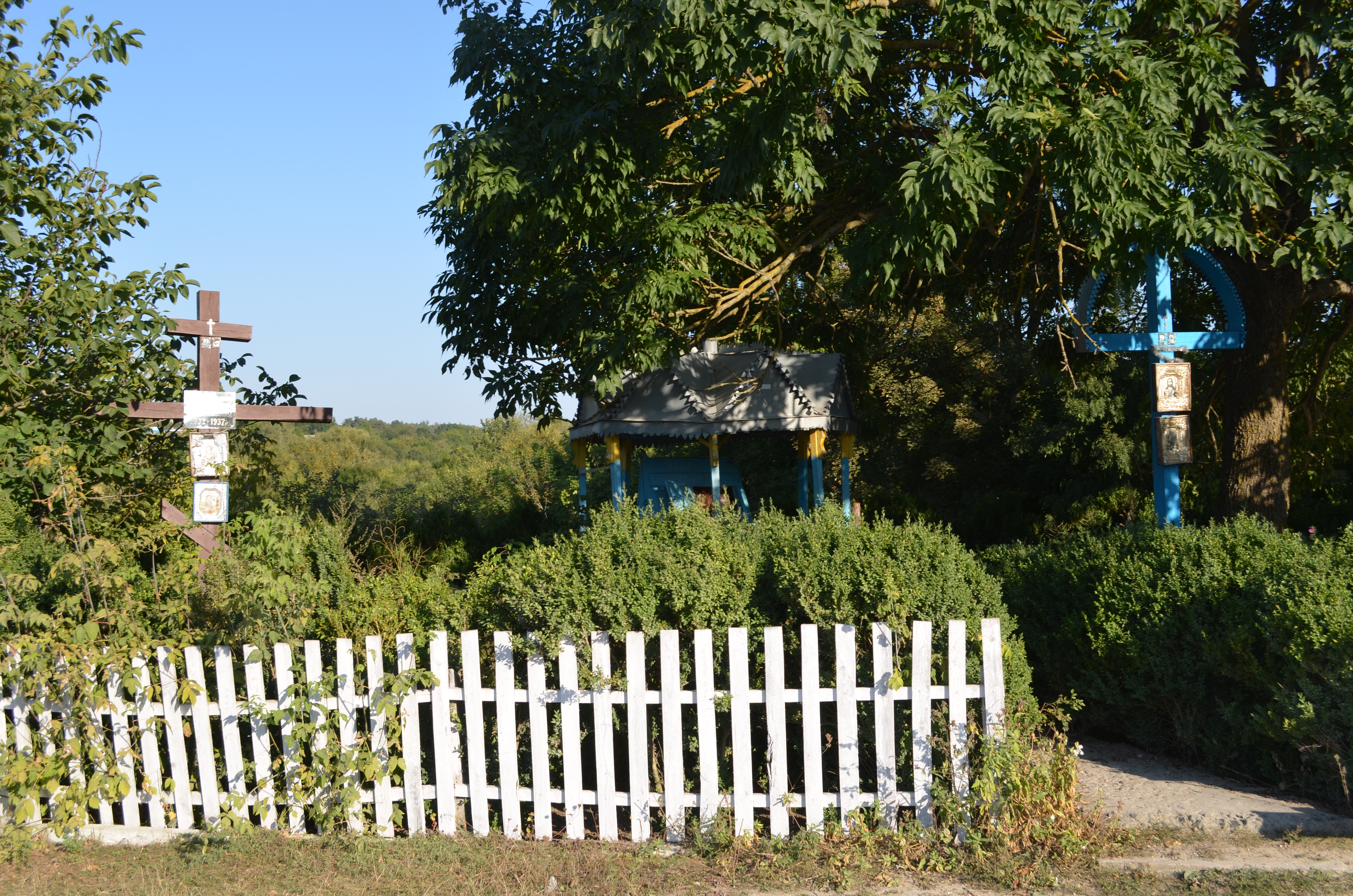
Криниця
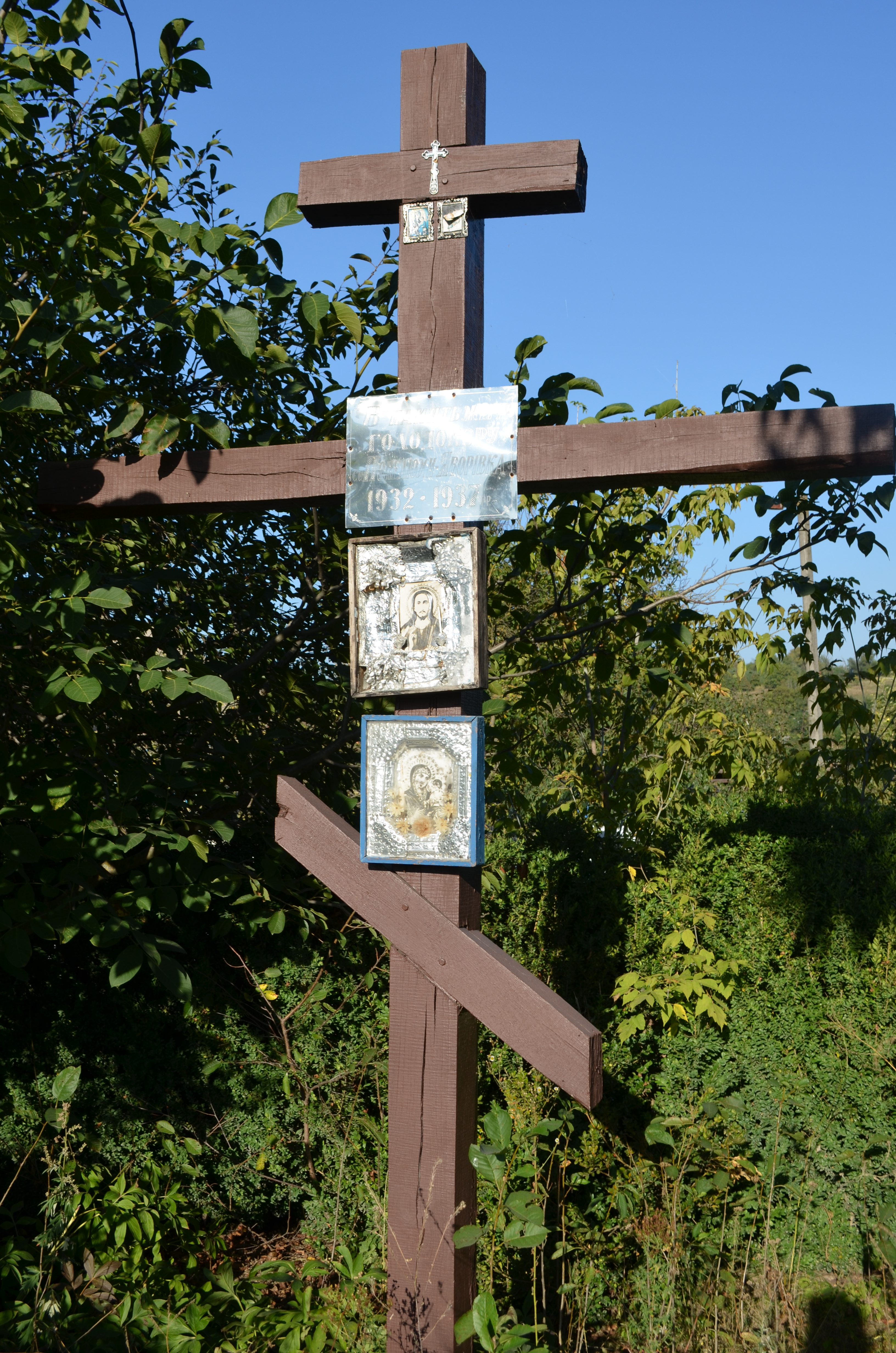
Хрест пам'яті жертв Голодомору
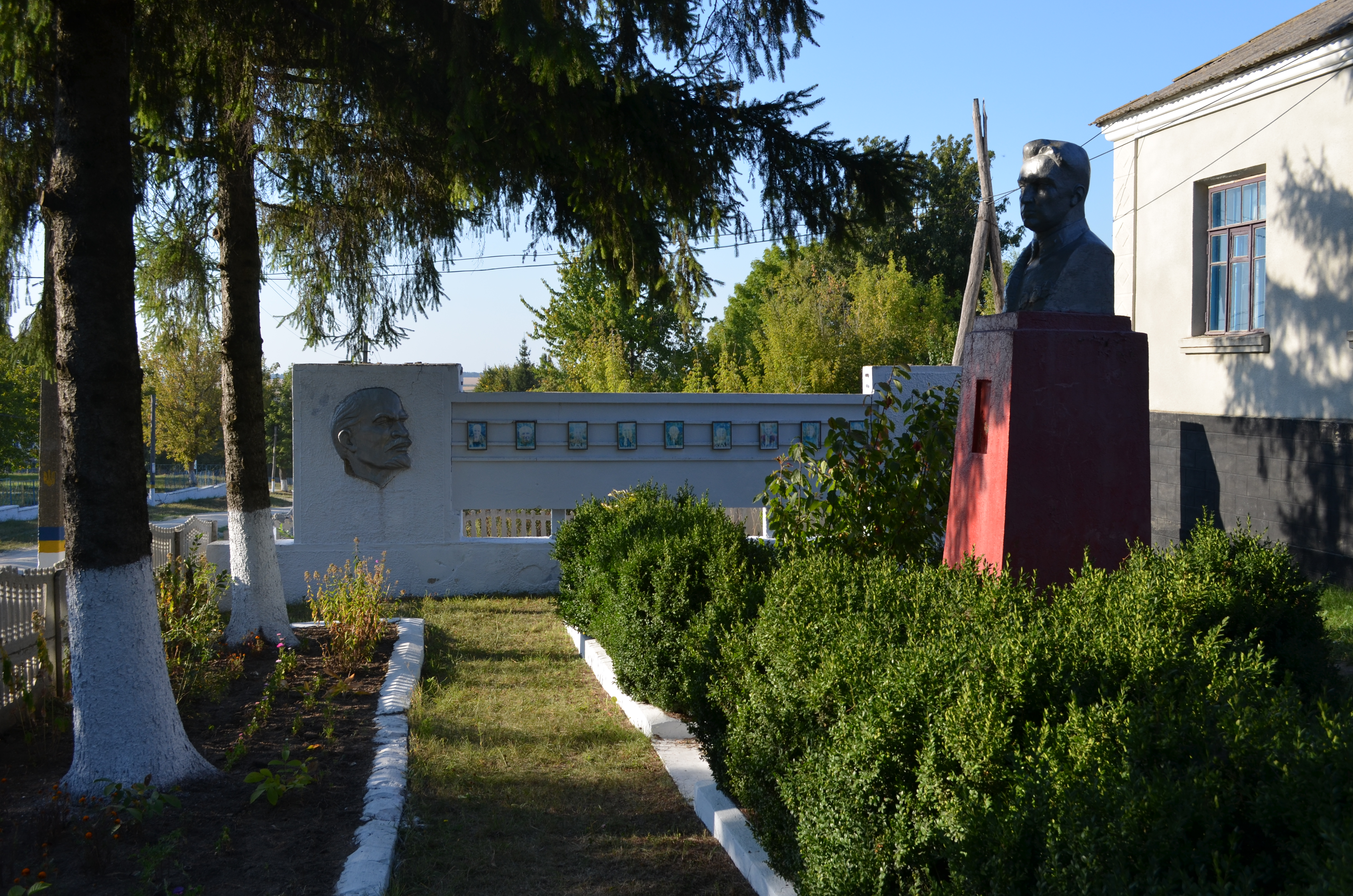
Пам'ятник Чкалову
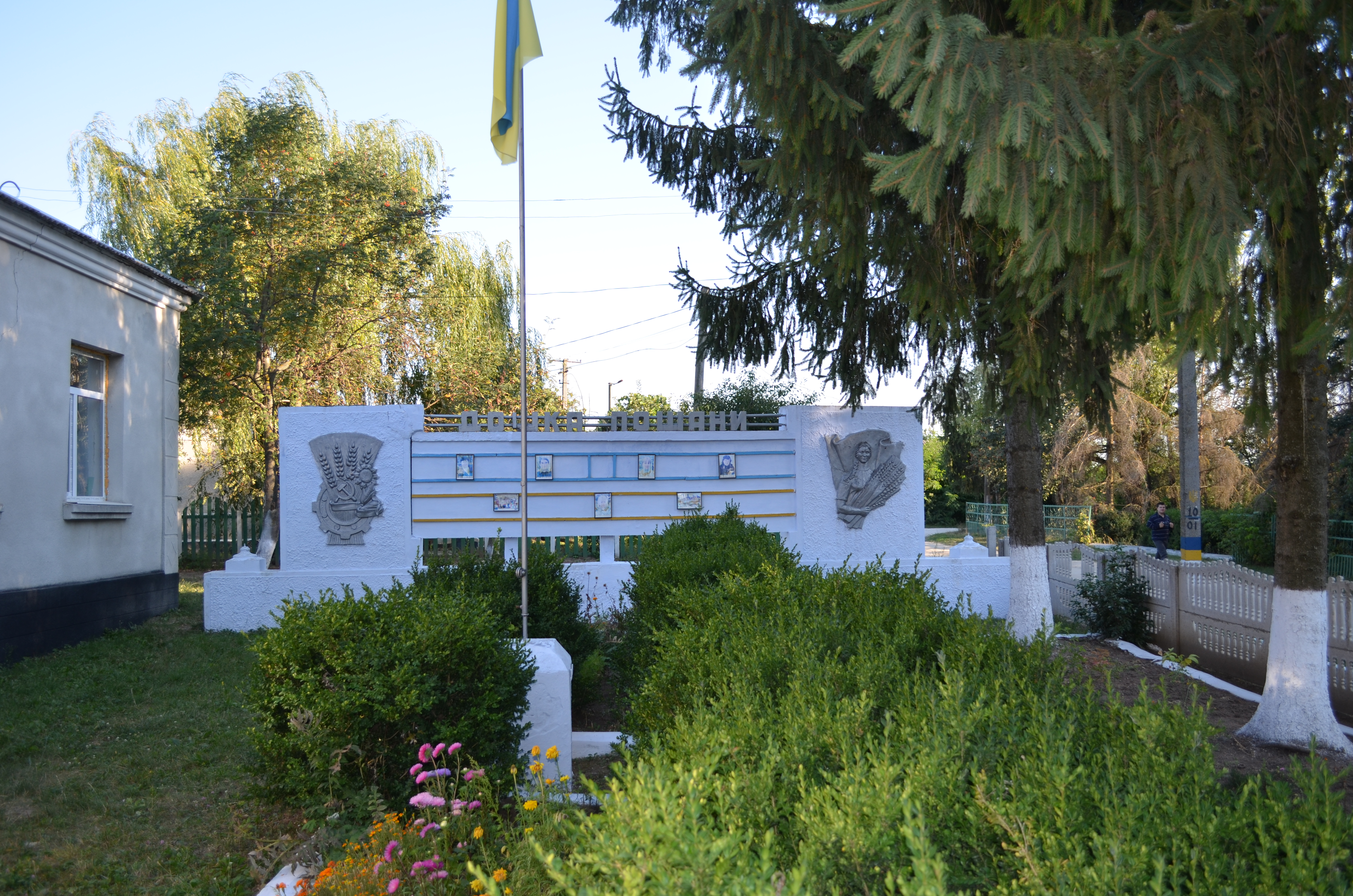
Дошка пошани
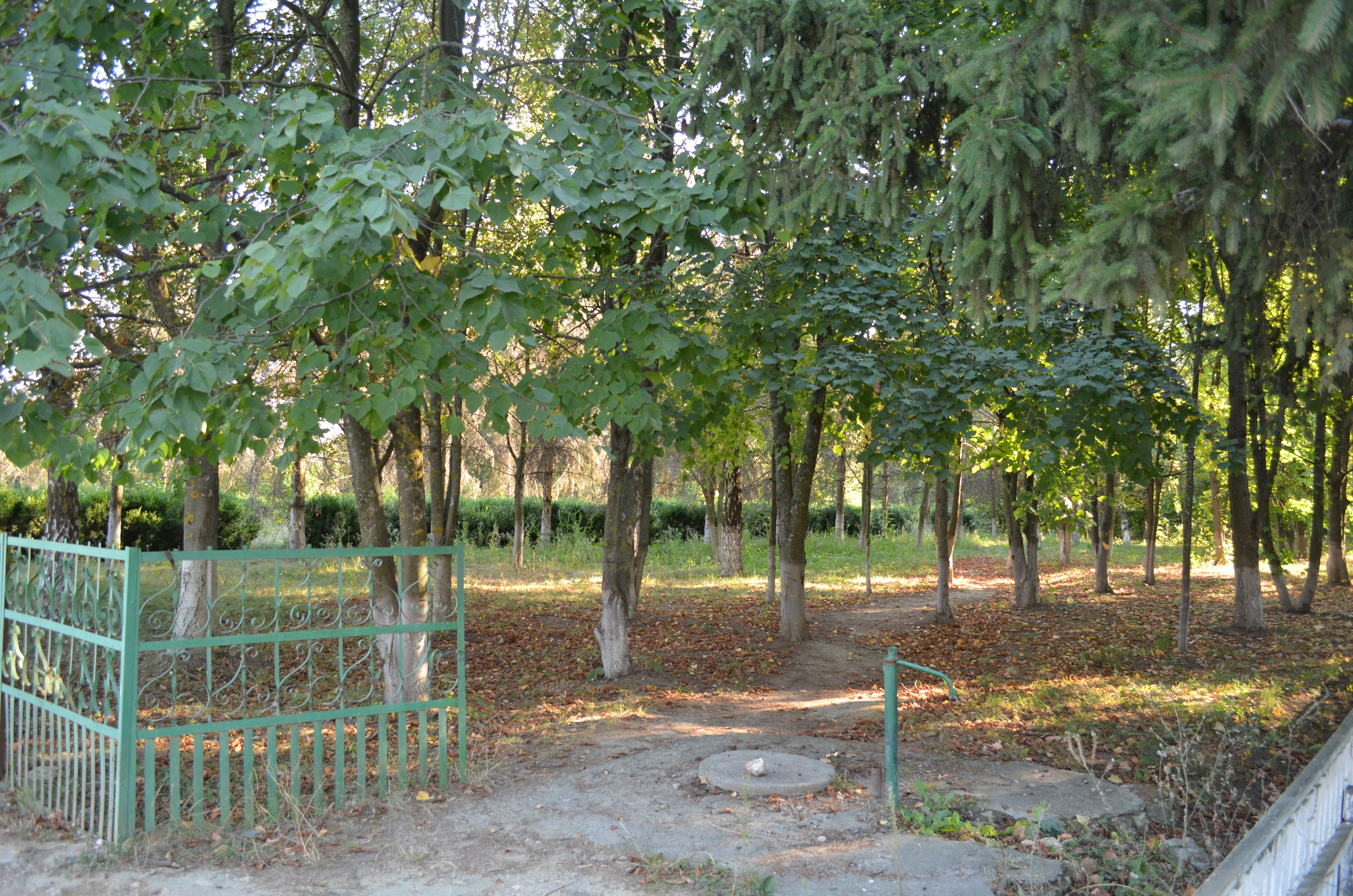
Парк
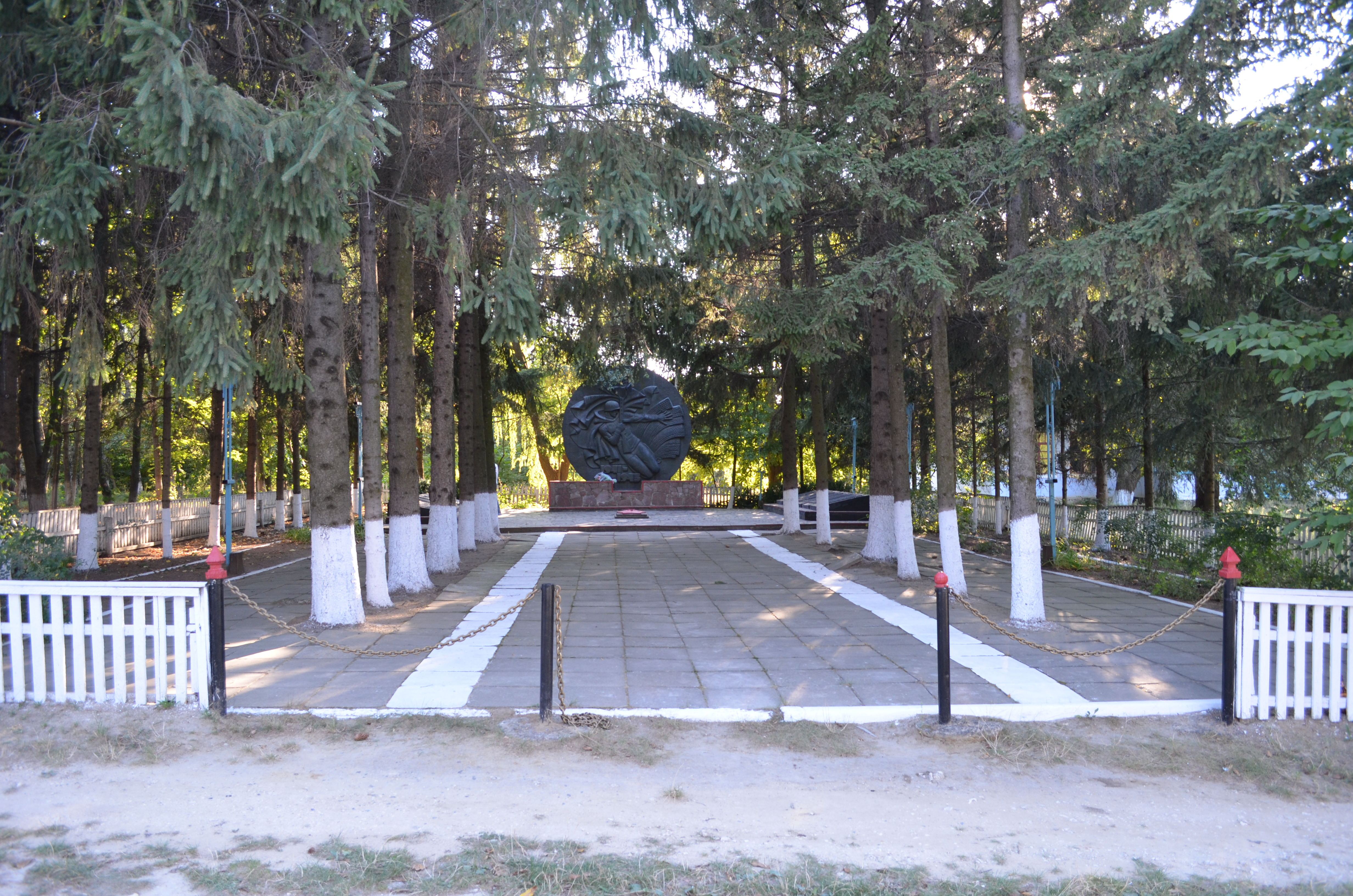
Пам'ятник воїнам-односельчанам

## Особистості
В селі народилася Богач Євдокія Макарівна (нар. 1943) — українська художниця.